# Комикс
Ко́микс (от англ. comic — «смешной») — рисованная история, рассказ в картинках.
Комикс сочетает в себе черты таких видов искусства, как литература и изобразительное искусство. Разновидность книжно-журнальной иллюстрации, иногда используется в печатных СМИ. Существует жанр журналистики под названием «комиксная журналистика».

## Другие названия
Существует много разных названий этого вида искусства и отдельных его разновидностей. Масштабные комиксы со сквозным сюжетом называются графические романы (они же графические новеллы), короткие — стрипы. В сети размещаются веб-комиксы.
В некоторых государствах и странах с развитой индустрией рисованных историй для них есть своё название. Так, во франкоязычном мире комикс называют фр. bande dessinée (рисованная лента) или BD, японские комиксы называются манга, китайские — маньхуа, а комиксы в Корее называются манхва. На русском языке некоторые авторы предлагают использовать термин «рисованные истории».

## Определение
Существует много определений комикса, однако все они, в целом, сводятся к тому, что комикс представляет собой серию изображений, в которой рассказывается какая-либо история. Согласно большинству исследователей, комикс — единство повествования и визуального действия. Скотт Макклауд, автор книги «Суть комикса» (англ. Understanding comics), предлагает краткое определение «последовательные изображения», и более полное — «смежные рисунки и другие изображения в смысловой последовательности». Жорж Садуль определяет комиксы как «рассказы в картинках».
В комиксах не обязательно присутствует текст, существуют и «немые» комиксы с интуитивно понятным сюжетом (например, «Арзак» Жана Жиро). Но чаще всего прямая речь в комиксе передаётся при помощи «словесного пузыря», который, как правило, изображается в виде облачка, исходящего из уст, или, в случае изображения мыслей, из головы персонажа. Слова автора обычно помещают над или под кадрами комикса.
Комиксы могут быть любыми и по литературному жанру, и по стилю рисования. В виде комиксов адаптируются даже произведения классиков литературы. Но исторически сложилось, что самые распространённые жанры комикса — приключения и карикатура. Этот стереотип долго портил репутацию комиксов.
Рисунок в комиксе имеет некоторую долю условности. Он упрощается для скорости рисования и удобства восприятия и идентификации читателя с персонажем.
По объёму комиксы варьируются от коротких «полосок» из нескольких (обычно трёх) картинок до объёмных графических романов и сериалов из множества выпусков.
Комикс тесно связан с кино, и особенно с мультипликацией. Как отмечает Макклауд, «Фильм на плёнке — это очень медленный комикс. Пространство для комикса значит то же, что время для фильма». В английском языке слово «cartoon» — «карикатура» может обозначать и комикс, и мультфильм. Очень многие японские мультфильмы «аниме» являются экранизацией японских же комиксов «манга».
Также комиксы стали прародителями целого жанра кино, игр и литературы — супергероика. В этом жанре события разворачиваются вокруг героев, которые значительно превосходят обычных людей и ставят свои способности на службу какой-то высокой идее: борьбе с преступностью, спасением попавших в беду, мести и пр. Превосходство не всегда чисто физическое, оно может выражаться в глубоких знаниях какого-то предмета, наличии редкой аппаратуры, магических артефактов.

### Стандартный состав комикса
- Обложка — передаёт основной смысл комикса. Помимо рисунка на обложке могут находиться: название, эмблема фирмы, цена, реклама, дата, подписи художников. Обложка может находиться на двух листах, правая сторона обложки «лицевая», левая «тыльная».
- Фронтиспис — рисунок перед титульным листом. Даёт читателю возможность побольше узнать о комиксе.
- Титульный лист — на нём могут находиться: краткое вступление, имена авторов, художников, контуровщиков и т. д. Может сопровождаться небольшими иллюстрациями.
- Основная часть — страницы, количество которых неограниченно, но в стандартных комиксах их от 20 до 40.
- Pin-up page — дополнительные рисунки от основных художников или от других людей, имеющих какое-то отношение к комиксу, например, альтернативные варианты обложек.

## История возникновения

### Рассказы в картинках
Традиция рассказов в картинках восходит к ещё к первобытной наскальной живописи. Рисунки доисторических художников вряд ли можно назвать комиксами, однако, как и в современных графических романах, изображения в них составляли полноценный сюжет.
К этому виду искусства также постоянно обращались служители религиозных культов. Так, например, древнеегипетские мастера изображали своих богов и различные обрядовые и ритуальные сюжеты на стенах своих храмов и гробниц; это же характерно для раннехристианского искусства, да и вообще для христианской церковной росписи. В XIII веке на Руси уже были популярны житийные иконы, в центре которых располагалось изображение самого святого, а на полях — сцены из его жизни.
В XVI и XVII веках в Валенсии и Барселоне начали продавать картинки для народа, чаще всего на религиозную тематику. Это были пересказы житий святых в сериях небольших гравюр, отпечатанных на листках цветной бумаги («аллилуи»). Рисунки на светские сюжеты назвались «(исп. aucas)» (от исп. jeu de l'oie).
«Аллилуи» в XVI и XVII веках были широко распространены во Фландрии, Франции и Германии.
Прообраз комиксов можно найти в европейских карикатурах XVIII века и даже в древнерусских лубках. Гравюры английского художника, иллюстратора Уильяма Хогарта (1697—1764) были крайне популярны и представляли собой серию рисунков, повествующую определённую историю. В 1730—1731 годах им была выполнена серия гравюр из шести картин под названием «Карьера проститутки», затем последовала следующая — «Карьера мота», которая была опубликована в 1735 году. В 1745 году был создан знаменитый сатирический цикл «Модный брак». Появился ещё ряд других серий и в середине 50-х годов XVIII века почти в любом английском книжном магазине или небольшой лавочке можно было купить гравюры Уильяма Хогарта.
В XIX веке в Эпинале налаживается фабричное производство историй в картинках. Так, на фабрике Пеллерена было издано 600 историй, состоящих из 16 квадратных картинок с подписями (классическая испанская «аллилуйя» насчитывала 48 картинок).
В 1830—1846 годах швейцарец Родольф Тёпфер выпускает в Женеве серию альбомов о приключениях господина Жабо и господина Крепена.
Художник-романтик Валентен издавал альбомы картинок по сказкам Перро.
Одним из основоположников жанра комиксов считается немецкий поэт-сатирик и художник Генрих Христиан Вильгельм Буш (1832—1908). Его остроумные сатирические стихи в картинках популярны во всём мире. Российским читателям он известен, например, по стихотворению «Плих и Плюх» в переводе Даниила Хармса или «Макс и Мориц» (перевод Константина Льдова). Творчество Вильгельма Буша, его истории про Макса и Морица вдохновили одного из первых авторов американских комиксов Рудольфа Дёркса, а образы этих озорных мальчишек легли в основу комикса Дёркса «Каценджемеровские детки».
После 1870 года иллюстрированные еженедельники в Европе стали использовать одну из форм лубочных «картинок Эпиналя». Луи Люмьер заимствовал сюжет «Политого поливальщика» из таких альбомов с картинками.

### Комиксы в США

#### Комиксы приходят в США
Первый американский комикс «Медвежата и тигр» вышел в 1892 году в журнале «The San Francisco Examiner» (редактор Уильям Рендолф Херст). Трест печати Херста широко использовал иллюстрацию, с появлением же комиксов они становятся любимым оружием херстовской прессы, впрочем, как и прессы его соперника Джозефа Пулитцера.

В 1894 году в типографии «World» установили первую машину, печатавшую в четыре краски, причём, получаемые оттиски уже не походили на яичницу с помидорами. 18 ноября «World» выпустил в воскресном номере первый действительно удавшийся комикс. Ричард Ф. Ауткольт, рисовальщик газеты «Электрик уорлд», поставлял ей комиксы, в которых главными действующими лицами были клоун и овчарка. Так появилась первая комическая серия в воскресной газете.
— Уинклер, историограф Уильяма Херста
Позже Ауткольт (фр. Richard F. Outcault) выпустил серию «Аллея Хогана». Второстепенным персонажем в нём присутствовал маленький мальчик в жёлтом костюме, который очень полюбился жителям Нью-Йорка. Ауткольт делает его главным героем.
Херст стал заполнять комиксами воскресный выпуск своей газеты «Морнинг джорнэл». «Жёлтого малыша» в «World» рисовал и раскрашивал Джордж Б. Люкс. Осенью 1899 года Херст меняет печатный станок, который печатал 4 страницы цветных рисунков, на станок, печатающий 16 страниц. Воскресная газета выпускает комиксы сначала на 8 страницах, а затем на 16.
Одним из самых видных рисовальщиков Херста был в то время Уинзор Маккей, который считался скорее специалистом по политической карикатуре, чем по комиксам. Он сотрудничал в нью-йоркской газете Херста «Нью-Йорк Америкен» и в свободное время нарисовал мультфильм «Динозавр Герти».

Благодаря этим цветным сериям газеты Херста и Пулицера стали называть «желтой прессой».
— Жорж Садуль

#### Золотой век
В XX веке комикс стал одним из популярных жанров массовой культуры. К этому времени комиксы, в основном, утратили комичность, за которую получили название. Основным жанром комиксов стали приключения: боевики, детективы, ужасы, фантастика, истории о супергероях.
Золотой век комиксов (англ. Golden Age of Comic Books) — название периода в истории американских комиксов, который длился (по разным оценкам) с 1938 года по 1955 год. Первые серьёзные шаги в развитии искусства графических новелл были сделаны в начале XX века, в поисках новых путей графической и визуальной коммуникации и самовыражения. Сначала комиксы носили чисто юмористический характер. Во многом это объясняется этимологией английского слова, определившего их название. В корне эта ситуация изменилась в июне 1938 года, когда в США появился персонаж Супермен (англ. Superman). Началом золотого века принято считать первое появление Супермена в комиксе Action Comics #1, вышедшем в 1938 году и изданном DC Comics. Появление Супермена было очень популярным, и вскоре супергерои буквально заполонили страницы комиксов. Другими персонажами, долгое время пользовавшимися популярностью, стали Пластик (англ. Plastic Man), издаваемый издательством Quality Comics, а также детектив Спирит под авторством карикатуриста Уилла Айснера, который первоначально выходил в качестве дополнения, объединённого с воскресным выпуском газеты. Всего за этот период было создано более 400 супергероев. Большинство из них сильно напоминали Супермена и не дожили до наших дней, однако именно тогда родились такие герои, как Бэтмен и Капитан Америка. Вторая мировая война оказала серьёзное влияние на содержание комиксов о супергероях — теперь герои сражались со странами Оси, а на обложках изображались супергерои, борющиеся с лидером нацистского движения. После победы над фашизмом стали появляться супергерои с ядерными способностями, например, Атомный Громовержец и Атомный Человек. Историки того времени считают, что детские персонажи помогли ослабить страх молодых читателей относительно перспектив атомной войны. Кроме того, герои начали бороться с коммунистами, а некоторые были вовлечены в Корейскую войну. Тем не менее, после окончания Второй мировой войны популярность супергероев пошла на спад. В целом, именно во времена золотого века проявилось новое и по сей день главное направление в комиксах — супергерои и новые миры.

#### Серебряный век
Серебряный век комиксов (англ. Silver Age of Comic Books) — название периода в истории американских комиксов, который длился с 1956 до 1972 года, а после сменился бронзовым веком. Серебряный век начался с комикса Showcase #4, выпущенного DC Comics в октябре 1956 года. В нём компания представила новую версию уже существующего супергероя Флэша.
В 60-х на мировую арену также выходит компания «Марвел». Небезызвестные Стэн Ли, Стив Дитко и Джек Кирби создают одних из самых популярных героев за всю историю комиксов: Фантастическая Четвёрка, Человек-Паук, Халк, Тор, Люди Икс, Железный Человек и многие другие. Главным центром индустрии комиксов остаются США, где они пользуются огромной популярностью. Крупнейшими всемирно известными компаниями считаются Marvel, DC, Dark Horse и Image Comics.

#### Бронзовый век
Бронзовый век комиксов (англ. Bronze Age of Comic Books) — название периода в истории американских комиксов, и хотя точных рамок данного периода не существует, принято считать, что он начался в 1973 и закончился в 1985 году. Сюжеты комиксов стали более реалистичными и взрослыми, теперь они затрагивали такие актуальные темы, как употребление наркотиков, алкоголизм и загрязнение окружающей среды.
Одним событием, которое чаще всего называют началом бронзового века, стала смерть Гвен Стейси, возлюбленной Человека-паука в The Amazing Spider-Man #121-122, выпущенных в 1973 году.

#### Современный век
Последний, выделяемый на данный момент, период в истории развития комиксов длится с 1986 года по наше время. Точных рамок, как и в случае с бронзовым веком, не существует. Кроме того существует несколько версий наименования периода. Современный век характеризуется ещё большей реалистичностью в комиксах, появлением антигероев и мрачностью сюжетов.
В конце XX века большую популярность приобретают азиатские жанры комикса: японская манга и, несколько менее известные, китайская маньхуа и корейская манхва. Развитие манги в Японии началось ещё с окончанием Второй мировой войны, однако на Западе азиатский комикс оставался малоизвестен до тех пор, пока многие из манг не были экранизированы в виде аниме (жанр японской мультипликации).
В начале XXI века комиксы получили новое воплощение за счёт новых компьютерных технологий, используемых при раскрашивании комиксов, а также целого ряда талантливых художников, таких как Эшли Вуд, Тодд Макфарлейн, Сэм Кит, Паоло Ривера, Грег Капулло, Умберто Рамос, Джузеппе Камунколи, Томм Мур и др. Комиксы стали не только рисовать карандашом, но и писать маслом, а также комбинировать первое и второе в сочетании с графическими цифровыми технологиями. Множество из комиксов было экранизировано в Голливуде, а фильмы имеют невероятный успех во всем мире.

#### Развитие индустрии комиксов вСША
- Март 1897 г. В газете «Нью-Йорк Американ» было первое упоминание о комиксе. Это был художник Ричард Аутколт.
- 1922 г. Журнал «Comic Monthly» начинает регулярно выделять колонку специально для комиксов.
- C 1929 по 1933 гг. Джордж Делакот выпустил 36 выпусков комикса под названием «The Funnies» — это было первым цветным отдельным изданием комикса.
- 1933 г. Эту идею подхватили работники нью-йоркской фирмы Eastern Colour Printing Company. Они напечатали 32-страничный комикс «Funnies On Parade» тиражом 10 тысяч экземпляров, который вскоре вырос до четверти миллиона. Его раскупили в считанные дни.
- С 1933 по 1940 гг. Комиксы начали печататься регулярно в разных газетах и журналах и издаваться отдельными книжками. Начал выходить ежемесячный журнал «Famous Funnies», тираж которого был уже изначально большим (400 тысяч экземпляров).
- 1938 г. Начало «Золотого века». Появился ещё один журнал — «Action Comics» — основным героем которого был Супермен, а чуть позже, в серии «Detective Comics» появился мрачный герой — Бэтмен.
- С 1941 по 1952 гг. обрушивается целый шквал новых суперкомиксов, таких как «Капитан Америка», «Удивительная женщина», серии «War Comics» и «Police Comics» и целый набор героев мультфильмов: «Багз Банни», «Дональд Дак», «Микки Маус», «Поросенок Порки» и пр. Серии патриотических, антивоенных, антифашистских комиксов, первые появления комикс-ужастиков с монстром Франкенштейном и многое другое.
- 1947—1959 гг. Падает спрос на комиксы про супергероев; развиваются другие жанры — научная фантастика, ужасы и тд.
- 1956 г. Конец «Золотого века», начало «Серебряного века».
- 1960—1970 гг. Появляется «Лига Справедливости», «Фантастическая четверка», «Могучий Тор». В комиксе «Amazing Fantasy» #15 читателя знакомят с Человеком-пауком (его придумали писатель Стэн Ли и художник Стив Дитко).
- 1970 г. Конец «Серебряного века», начало «Бронзового века». Новый бум произвел комикс «Конан-варвар» по роману Роберта Говарда.
- 1970—1980 гг. Начинается бешеная конкуренция в комикс-бизнесе между двумя крупнейшими печатными компаниями «Марвел» и «Делл». «Делл» начинает переиздавать комиксы 30-х — 50-х годов, а «Marvel Comics» отвечает на это серией оригинальных и занимательных приключений Человека-Паука.
- 1977 г. За три месяца до выхода фильма «Звёздные войны» компания «Марвел Комикс» приступила к изданию серии комиксов по сценариям этого фильма. «Звёздные войны» превзошли все ожидания, побив все рекордные тиражи. Агентство Warner Communications привлекало читателей персонажами Халк, Доктора Стренджа, Дика Трейси и Флеша Гордона. Впоследствии и по этим комиксам были отсняты художественные и мультипликационные фильмы. Журнал «Heavy Metal» выпустил авангардную комикс-книгу лучших европейских художников.
- 1980—1990 гг. В этот период индустрия комиксов в полном расцвете.
- 1984 г. Настоящую сенсацию произвели «Черепашки-ниндзя», которых выпустила в свет Mirage Studious, авторы сценария Кевин Истман и Питер Лэрд. Выпускается сериал комиксов, выходят одноимённые мультсериал (1987) и художественные фильмы (1990—1993).
- 1985 г. Условное завершение «Бронзового века», начало «Современного века».
- 1988 г. Компания Mirage Studious продаёт часть прав на Черепашек-ниндзя «Archie Comics». Комиксы под её эгидой назывались «TMNT Adventures». Собственно с этой серии началось распространение комиксов о TMNT по другим странам. В Британии эти комиксы выпускала марка «Fleetway Publications». В России их издавало издательство «Махаон».
- 1989 г. стал пятидесятой годовщиной Бэтмена. К этому году был приурочен цикл комиксов и снят художественный фильм «Бэтмен», фильм стал самым кассовым в списке американского проката за всю историю кино в текущем году.
- 1990 г. Выходит серия «Классика в иллюстрациях», которая включала в себя «Моби Дик», «Ворон», поэмы Эдгара По, «Большие надежды» Диккенса, «Алиса в Зазеркалье» Льюиса Кэррола.
- 1993 г. Мэтт Грейнинг (автор комикса «Жизнь в Аду») вместе с коллегами создаёт «Bongo Comics Group». Они выпускают множество комиксов на основе мультсериала «Симпсоны».
- 1997 г. Появились первые веб-комиксы, например, «Sluggy Freelance».
- 2000 г. Marvel Comics перезапускает самые популярные классические комиксы для современного поколения под общим названием Ultimate Marvel. Компания «Dark Horse» начинает печатать комиксы по мотивам фильмов, таких как «Чужой», «Хищник», «Терминатор». В то время, когда комикс-компании соперничают между собой, «Walt Disney Company» занимается выпуском детских историй с Микки Маусом, Гуфи, Дональдом Даком, Плуто и другими своими персонажами.

### Комиксы в Европе
В Европе комиксы появились в начале XX века, но широкую популярность они приобрели после Второй мировой войны. Важное место в Европе занимает франко-бельгийская школа комиксов. Широко известны (в том числе и за пределами Европы) такие серии комиксов, как «Астерикс» (Франция), «Приключения Тинтина» (Бельгия), «Счастливчик Люк» (Бельгия), «Смурфы» (Бельгия), Необычайные приключения Адель Блан-Сек (Франция), Блейк и Мортимер (Бельгия), Гастон (Бельгия), Инкал (Франция), Йоммеке (Бельгия), Ларго Винч (Бельгия) и Марсупилами (Бельгия). Большое количество серий бельгийских комиксов популярны в своей стране, но мало известны за её пределами, например, «Приключения Урбануса» Урбануса и «Приключения Нерона» Марка Слена. В Брюсселе действует музей комиксов.
Предшественником графических романов, то есть «серьезных» комиксов, отличающихся «взрослым» сюжетом и высоким художественным уровнем, являются «романы без слов» (серии ксилографий) бельгийского художника Франса Мазереля, созданные им в начале XX века.

### Комиксы в Азии
Азиатские комиксы по характеру сильно отличаются от американских и европейских. Наиболее известная «национальная школа» комиксов в Азии — японская. Японские комиксы известны как манга. Хотя термин «манга» используется с XII века (первоначальное значение — «наброски», «эскизы», «гротески»), манга в современном значении слова возникала в начале XX века и приобрела популярность после Второй мировой войны, особенно — с 1960-х годов.
Японская манга оказала большое влияние на форматирование национальных школ комиксов в Китае (известны как маньхуа) и Корее (известны как манхва). Одной из основных причин широкого распространения манги в Японии и в целом широкой популярности национальных мангаподобных комиксов в странах Азии таких как: маньхуа — на Тайване, в Китае, Гонконге, Макао и Сингапуре, а также манхва — в Южной Корее, является склонность японцев в частности и в целом народов Восточной и Юго-Восточной Азии к восприятию информации в виде изображений, как наследие и следствие их иероглифической культуры. Названия сходны потому, что во всех трёх языках это слово записывается одними и теми же иероглифами. Комиксы в стиле манга, нарисованные во Франции, называют «манфра», а также la nouvelle manga (с фр. — «новая манга») — форма комиксов, созданная под влиянием японской манги. Комиксы в стиле манга, нарисованные в США, называют «америманга» или OEL, от англ. original English-language manga — «манга англоязычного происхождения».
В настоящее время мир манги пронизывает практически всю Японию. Манга уважаема как форма изобразительного искусства и как литературное явление. Поэтому существует множество произведений разных жанров и на самые разнообразные темы: приключения, романтика, спорт, история, юмор, научная фантастика, ужасы, эротика, бизнес, наука и другие. В Японии мангу читает практически всё население поголовно, всех возрастов и социального статуса от молодёжи до пенсионеров, от социальных низов до верхов. Отчасти такая высокая популярность манги и чрезмерная одержимость её части населения Японии и культура отаку, позволяет ей не сдавать позиции, даже при негативных социальных и экономических факторов в Японии, таких как нахождение Японии почти три десятилетия в экономическом застое и постоянной дефляции, уменьшение населения вызванное демографическим кризисом и старением Японии. Японская нация является самой престарелой и одной самых быстро стареющих в мире. По состоянию на 1 октября 2021 года 29,1 % населения Японии было старше 65 лет. Бывший премьер-министр Таро Асо, поклонник манги и аниме, считает, что манга — один из способов вывода страны из экономического кризиса и улучшения её имиджа на мировой арене. «Превращая популярность японской „мягкой силы“ в бизнес, мы можем к 2020 году создать колоссальную индустрию стоимостью в 20-30 триллионов иен и дать работу ещё примерно 500 тысячам человек», — сказал Таро Асо в апреле 2009 года.
На рубеже XX и XXI веков почти четверть всей печатной продукции в Японии составляла манга. Популярность манги за пределами Японии всё время растёт. Переводы манги стали чрезвычайно популярными на зарубежных рынках — в некоторых случаях они сравнялись с продажами отечественных комиксов или превзошли их. В 2011 году на мангу приходилось 40 % всех комиксов, публикуемых во Франции. В 2007 году на долю манги приходилось примерно 70-75 % всех комиков проданных в Германии. В США в октябре 2019 года отраслевой аналитик Милтон Грипп представил данные на конференции ICv2 в Нью-Йорке, показывающие, что впервые за несколько десятилетий на рынке США доминировали не традиционно американские ежемесячные комиксы в жанре супергероев, а графические романы и торговые книги в мягкой обложке других жанров, а также японская манга и книги, вдохновленные мангой. Эти книги хорошо продаются в книжных магазинах, хотя сдвиг отразился и на магазинах комиксов. По данным Nielsen BookScan, на детские комиксы и графические романы приходилось 41 % продаж в книжных магазинах, на мангу — 28 %, в то время как на комиксы в жанре супергероев приходилось менее 10 %, то есть на 9,6 % меньше чем в прошло году.
Манга популярна и в России: она имеет тысячи поклонников по всей стране. Более того, с 2017 года крупнейшее российское издательство Bubble Comics издаёт свою собственную мангу «Тагар» авторства Анны Сергеевой и Марины Приваловой.
- «Обезьяна-воришка убегает от животных с длинными палками» (первый свиток «Тёдзюгига», Токийский национальный музей), XII век, Тоба Содзё.
- «Два человека, в шутку играют в перетягивание каната головой» (третий свиток «Тёдзюгига», Токийский национальный музей), XII век, Тоба Содзё.
- «Манга Хокусая» страница, где изображены приемы самообороны, начало XIX века, Кацусика Хокусай.
- «Манга Хокусая» страница на развороте из четвёртого тома, где изображены купающиеся и ныряющие люди, начало XIX века, Кацусика Хокусай.
- Пьеса бунраку Сокровищница верных слуг[англ.] состоящая из 11 актов. Акты 1–4, первый акт вверху справа, второй акт внизу справа, третий акт вверху слева, четвертый акт внизу слева, 1836 год, Художественный музей Принстонского университета, Утагава Куниёси.
- «Тагосаку и Мокубэ осматривают Токио», 1902 год. Ракутэн Китадзава - считается отцом-основателем современной манги, его работа была источником вдохновения для многих молодых мангак и аниматоров. Он был первым профессиональным художником-карикатуристом в Японии и первым, кто использовал термин «манга» в его современном смысле.[41]

## Виды комиксов

### Комиксы на основе исторических событий
Канадские мультипликаторы, номинанты на Оскар-2007, Мацек Щербовски и Крис Лавис вели в первом международном бесплатном молодёжном лайфстайл-журнале Vice Magazine популярный комикс «The Untold Tales of Yuri Gagarin» на протяжении 10 лет. Главным героем комикса был Юрий Гагарин.
Комикс «Инок», выпускавшийся издательством Bubble с 2012-го по 2016-й год, также был создан по мотивам исторических событий, происходивших в России в то или иное время, а также по мотивам русских мифологических сюжетов. События «Инока» продолжаются в серии «Мироходцы» (2017—2018), а затем в кроссовере «Крестовый поход» (2018—2019).

### Фантастические комиксы
Разновидность комиксов, основанных на фантастической тематике. Дмитрий Злотницкий в своей статье «Фантастические комиксы» в журнале «Мир фантастики» выделяет 5 направлений фантастических комиксов: комиксы по мотивам знаменитых сериалов, комиксы по мотивам литературных произведений, комиксы по мотивам игровых вселенных, комиксы по мотивам потерявших популярность сериалов (комиксы по мотивам приключений Индианы Джонса, комиксовая серия Зена, королева воинов, комиксы по мотивам Рыжей Сони, мини-серии по мотивам Конана, серия комиксов про Горца компании Dynamite Entertainment, комиксы по мотивам Robotech фирмы Wildstorm 2003 года, многочисленные комиксы по мотивам трансформеров компаний Marvel, DreamWave и IDW Publishing) и авторские оригинальные комиксы без связи с уже существующими фантастическими произведениями (Ричард и Венди Пини ElfQuest — «Сага о Лесных всадниках» 1978 года, мир Warlands компаний DreamWave и Image Comics, серия Sojourn компании Crossgen Comics, мир Soulfire, V for Vendetta и серия о городе меж миров GrimJack).

## Комиксы в Российской империи, СССР и Российской Федерации
В советское время широкого распространения комикс не получил, однако отдельные примеры всё же существовали.
Так, технику комикса использовал Владимир Маяковский в своих агитационных плакатах Окна сатиры РОСТА. В 1930-е годы в журнале «Ёж» регулярно печатались истории в картинках, такие как цикл «Умная Маша» (1934−1937). В 1937 году вышла детская книга-альбом «Рассказы в картинках» художника Николая Радлова.
С сентября 1956 года начал выходить журнал «Весёлые картинки», и в нём на регулярной основе стали печататься истории с цветными картинками (как разовые, так и с продолжением). Уже в первых 4 номерах были опубликованы «Необыкновенные приключения знаменитого путешественника Пети Рыжика и его верных друзей Мика и Мука» (сюжет Юрия Постникова, рисунки Ивана Семёнова), в 1964 году выпущенные отдельным, черно-белым изданием. В 1966 году в ленинградском журнале для школьников «Костёр» был опубликован комикс Юрия Лобачёва «Ураган приходит на помощь», выполненный в черно-белой гамме и имеющий большее сходство с американскими аналогами. В конце 1970-х и начале 1980-х в журнале «Мурзилка» был напечатан детский детектив Александра Семёнова «Двенадцать агентов Ябеды-Корябеды». Время от времени иностранные комиксы публиковались в журнале «Наука и жизнь».
В 1991—1994 годы выходил журнал «Муха». Предприятие Российского Союза ветеранов Афганистана «Велес-ВА» в 1990—1998 годы издавало журналы комиксов, ориентированные, в основном, на патриотическое воспитание молодёжи, были там и просто развлекательные комиксы; журнал считается удачным, и комиксы переиздаются поныне. С 1999 по 2003 выпускался журнал «Великолепные приключения».
В середине 2010-х Россия впервые в своей истории пережила бум комиксов. Рисованные истории начало издавать более десятка издательств, среди них — «42», XL Media, «Комикс Арт», «Панини», «Азбука». На русском языке вышли самые известные зарубежные графические романы, возникли специализированные магазины комиксов. С 2002 года ежегодно проводится фестиваль комиксов «КомМиссия», а с 2014 года в рамках выставки «Игромир» проводится фестиваль Comic-Con Russia, где широко представлены, в том числе, комиксы. По мнению ряда издателей, этот бум связан с успехом экранизаций комиксов (таких как киновселенная Marvel) и появлением комикс-фэндома.
Кроме того, в 2010-е существенно увеличилось число изданий российских комиксов. Так, в 2012 году издательство Bubble Comics начало издавать четыре серии своих комиксов: «Майор Гром», «Бесобой», «Красная фурия» и «Инок»; спустя два года вышли новые «Экслибриум» и «Метеора», а через несколько лет свет увидели такие линейки, как «МИР» и «Чумной Доктор». В настоящее время издательство Bubble Comics является лидером российской комикс-индустрии. В 2016 году вышла видеовресия Земли Королей, а 4 года спустя в ноябре, вышла печатная версия Земли Королей. Автором является Фёдор Нечитайло (известный как Фёдор Комикс). В 2021 году под их началом вышла первая российская экранизация комикса — «Майор Гром: Чумной Доктор», которой предшествовал короткометражный фильм «Майор Гром» (2017). 